# Cesarino Cervellati
Cesarino Cervellati (né le 15 février 1930 à Baricella en Émilie-Romagne et mort le 13 avril 2018 à Pontecchio Marconi (Émilie-Romagne)) est un joueur de football italien, qui évoluait au poste d'attaquant, avant de devenir entraîneur.

## Biographie

### Carrière de joueur

#### En club
Natif de la province de Bologne, Cervellati commence le football avec le grand club de sa province natale, le Bologne Football Club 1909, équipe avec qui il joue durant toute sa carrière, soit 14 saisons en Serie A, en tant qu'attaquant (ou d'ailier droit).
Assez chétif, il est réputé pour ses dribbles, et fait partie de cette talentueuse génération bolonaise parmi lesquels figurent Gino Cappello, Axel Pilmark, Gino Pivatelli, Ezio Pascutti ou encore Giacomo Bulgarelli.
Il fait ses débuts professionnels à 18 ans en 1948 lors d'une défaite 8-2 contre la Lazio, avant de devenir titulaire indiscutable sous le numéro 7 lors de la saison suivante en 1949-50. Il inscrit 39 buts lors de ses trois premières saisons entre 1949 et 1952, et finit repositionné au poste de milieu de terrain vers la fin de sa carrière.
En 1961, il remporte le premier trophée de sa carrière avec la Coupe Mitropa 1961, avant de prendre sa retraite la saison suivante.

#### En sélection
Il fait ses débuts en sélection italienne le 6 mai 1951 (match nul 0-0 contre la Yougoslavie), entrant en seconde période à la place de Renzo Burini.
Il joue en tout 6 matchs avec la Squadra Azzurra, sans aucun but marqué.

### Carrière d'entraîneur
Après avoir mis fin à sa carrière de joueur en 1962, il reste à Bologne pour devenir entraîneur.
Il devient tout d'abord vice-entraîneur de son club de toujours, le Bologne FC, alors entraîné par Fulvio Bernardini, et finit champion d'Italie lors de la saison 1963-64 (7e scudetto du club).
Lors de la saison 1968-69, il est promu entraîneur de l'équipe première, en remplacement de Gipo Viani, mais finit limogé au bout de 15 journées pour être remplacé par Oronzo Pugliese.
Après une brève expérience du côté de Cesena (sa seule période footballistique loin de Bologne), il retourne sur le banc du Bologne FC 1909 en 1972 pour seconder Oronzo Pugliese.
En 1977, il devient pour la seconde fois entraîneur du club après le limogeage de Gustavo Giagnoni, et réussit à sauver son club de la relégation lors de l'avant-dernière journée du championnat.
En février 1979, il prend à nouveau les rênes du club et parvient à nouveau à le sauver d'une descente en seconde division.
En 1983, Bologne, alors en Serie B, fait une nouvelle fois appel à Cervellati, qui réussit à sauver le club d'une relégation en Serie C.

## Palmarès
Bologne
- Coupe Mitropa (1) :
  - Vainqueur : 1961